# Teddy Lučić
Teddy Lučić, né le 15 avril 1973 à Göteborg en Suède, est un footballeur suédois. Il joue au poste de défenseur latéral droit avec l'équipe de Suède. Il est le fils d'un père croate et d'une mère finlandaise.

## Biographie
Il honore sa première sélection avec l'équipe de Suède en juin 1995 à l'occasion d'un match contre le Brésil.
Lučić participe à la coupe du monde 2006 avec l'équipe de Suède. Il est le titulaire habituel au poste d'arrière droit et peut aussi évoluer dans l'axe de la défense. Il a également participé à la coupe du monde 2002.

## Carrière
- 1989-1992 : Lundby IF -  Suède
- 1992-1995 : Västra Frölunda IF -  Suède
- 1995-1998 : IFK Göteborg -  Suède
- jan. 1999-déc. 1999 : Bologne FC -  Italie
- 2000-2003 : AIK Solna -  Suède
  - 2002-2003 : Leeds United -  Angleterre (prêt)
- 2003-déc. 2004 : Bayer Leverkusen -  Allemagne
- jan. 2005-déc. 2007 : BK Häcken -  Suède
- jan. 2008-déc. 2010 : IF Elfsborg -  Suède

## Palmarès
- 86 sélections en équipe nationale (0 but)
- Champion de Suède : 1996 avec l'IFK Göteborg
- Vice-Champion de Suède : 1997 avec l'IFK Göteborg
- Vainqueur de la Coupe Intertoto : 1998 avec le Bologne FC
- Finaliste de la Coupe de Suède : 2000 et 2002 avec l'AIK Solna